# Leo Hayter
Leo Hayter (Londres, 10 de agosto de 2001) es un deportista británico que compite en ciclismo en la modalidad de ruta. Ganó una medalla de bronce en el Campeonato Mundial de Ciclismo en Ruta de 2022, en la prueba de contrarreloj sub-23.

## Medallero internacional
| Campeonato Mundial | Campeonato Mundial     | Campeonato Mundial | Campeonato Mundial  |
| Año                | Lugar                  | Medalla            | Competición         |
| ------------------ | ---------------------- | ------------------ | ------------------- |
| 2022               | Wollongong (Australia) | Medalla de bronce  | Contrarreloj sub-23 |

## Palmarés
2021
- Lieja-Bastoña-Lieja sub-23
- 1 etapa del Tour de Bretaña

2022
- Giro de Italia Joven sub-23, más 2 etapas
- 3.º en el Campeonato Mundial Contrarreloj sub-23